# Ян II из Енштейна

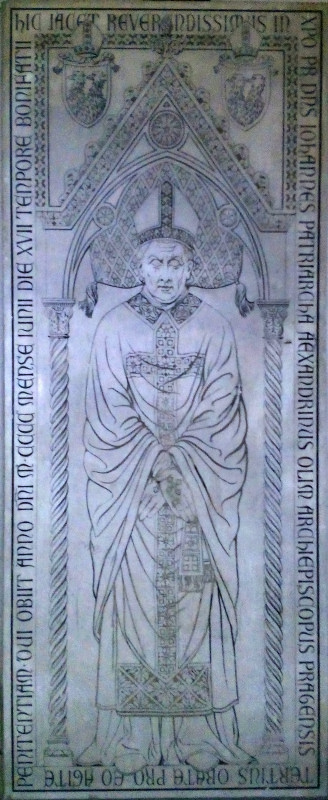
Надгробие Яна II из Енштейна в базилике Святой Пракседы в Риме

Ян II из Енштейна (чеш. Jan z Jenštejna; 27 декабря 1347 или 1350, Прага, Чешское королевство, Священная Римская империя — 17 июня 1400, Рим) — чешский политический и церковный деятель, третий архиепископ Праги с 1379 по 1396 год, верховный канцлер чешского короля Вацлава IV с 1373 по 1384 год, поэт, писатель

, художник.

## Биография
Происходил из влиятельной пражской мещанской семьи Енштейнов. Сын Павла Енштейна, королевского нотариуса. Племянник Яна Очко из Влашима, второго архиепископа Праги.
Получил хорошее образование. Учился у Яна из Стршеды. Впоследствии изучал науки в Праге. Позже изучал богословие в университетах Болоньи и Падуи, недолго работал в университете Монпелье и Сорбонне. Знаток канонического права. Готовился стать профессором, но в 1373 году был отозван в Прагу своим дядей архиепископом Яном Очко из Влашима. Благодаря поддержке последнего Ян Енштейн был назначен королевским канцлером Вацлава IV.

## Карьера
Енштейн дружил с молодым наследником трона Вацлавом и представителями династии Люксембургов. В это время Яну продолжал помогать отец. Под влиянием дяди Я. Енштейн решил заняться церковной карьерой. В 1375 году он становится епископом Мейсенским, а 19 марта 1379 — архиепископом Праги.
В 1380 году Я. Енштейн переболел серьёзной болезнью, что сказалось на его внутреннем состоянии. Согласно некоторым источникам, возможно, что у Йенштейна развилась какая-то форма эпилепсии, вызванная воспалением мозга, которое вызвало у него различные религиозные видения. Болезнь вызвала серьёзные изменения в его личности, что отразилось на его религиозных взглядах. Он стал сторонником течения, так называемой «новой набожности» (devolto moderna), которая заключалась в необходимости найти ближайшую связь между Богом и человеком. В связи с этим решил вести строгую аскетическую жизнь. Созвал Синод, чтобы положить конец моральной распущенности духовенства. Такая позиция Енштейна противоречила состоянию дел при королевском дворе. Поэтому архиепископ Пражский выступил с критикой морали самого короля Вацлава IV, вступил в спор с королём о сохранении самостоятельности церкви, её прав и привилегий внутри королевства Богемия. Также отстаивал право крестьян на наследственность своей земли, и ввёл это в своих имениях. Во время противостояния Я. Енштейн начал подстрекать магнатов против короля. Борьба между архиепископом и королём достигла апогея в 1384 году. В Богемии вспыхнули многочисленные имущественные конфликты. В результате Вацлав IV лишил Я. Енштейна должности верховного канцлера.
После этого король попытался лишить Енштейна Пражского архиепископства. Борьба с новой силой вспыхнула в 1393 году, когда король пожелал создать новое епископство за счет Кладорубского аббатства. Архиепископ Пражский выступил против этой инициативы. Тогда же Я. Енштейн назначил нового руководителя этого аббатства без согласия с Вацлавом IV. В ответ король заключил деятелей из окружения архиепископа, в частности генерального викария Яна Непомуцкого. Я. Енштейн подал иск против Вацлава IV в папскую курию и в 1396 году вынужден был отправиться за помощью в Рим. Здесь 2 июля того же года сложил свои полномочия, рукоположив нового архиепископа Пражского своего племянника Ольбрама из Шкворце.
Вместо этого Я. Енштейн получил в 1397 году титул латинского патриарха Александрийского. С этого момента он не оставлял Рима, несмотря на то, что его имущество в Богемии было конфисковано королём. Скончался 17 июня 1400 года в Риме.

## Творчество
Я. Енштейн был незаурядной творческой и культурной личностью своего времени, известным меценатом. На его средства восстанавливались старинные замки и церкви в Богемии.
Автор музыкальных сочинений разного жанра. До 1380 году сочинял музыкальные танцевальные композиции, после болезни стал создавать только духовную музыку, в частности литургии.
Кроме того писал религиозные и философские труды, проповеди, толкования, полемические трактаты, сочинял стихи, поэмы.

## Избранные произведения
- Tractatus de potestate clavium
- De veritate Urbani
- Liber considerationis
- Liber dialogorum
- Contra Adalbertum
- Miracula beatae Mariae visitationis
- De bono mortis
- Acta in curia Romana
- Libellus quod nemo laeditur nisi a se ipso
- Libellus de fuga saeculi
- Libellus apologorum